# Volleyball Danmark
Volleyball Danmark (tidl. Dansk Volleyball Forbund) er volleyball og beachvolleyens officielle specialforbund i Danmark. Forbundet havde 1. oktober 2024 i alt 282 foreninger med omkring 17.727 medlemmer.
Dansk Volleyball Forbund blev etableret i 1954. Forbundet blev senere samme år medlem af Fédération Internationale de Volleyball, der er det internationale forbund for sporten.
Året efter blev Dansk Volleyball Forbund optaget i den samlende organisation Danmarks Idræts-Forbund.
Volleyball Danmark er desuden også medlem af Confédération Européenne de Volleyball der er det Europæiske forbund samt North European Volleyball Zonal Association (NEVZA) der er forbundet for de nordiske lande samt England.
Volleyball Danmark driver bl.a. VolleyLigaen, landsholdene i Volleyball og Beachvolleyball samt Danish Beachvolley Tour.